# عنكبوتية
عَنْكَبُوْتِيَّة أو طَرَادِسْقَنْصِية أو إتْرادِسْكَنْتِيَّة أو ترادسكانتيا (الاسم العلمي: Tradescantia) وهو أسم لجنس يشمل ما يقرب من 75 نوعًا من النباتات التي لها أوراق جذابة وأزهار بثلاث بتلات. ويوجد نبات العنكبوتية أصلاً في أمريكا الوسطى، وأمريكا الجنوبية. ويفضل الناس في المناطق ذات المناخ المعتدل نوعًا نباتيًا يسمى المتجول. ويطلق هذا الاسم على نوع نباتي له أوراق عليها خطوط بيضاء وخضراء وأزهار بيضاء، وغالبًا ما يوضع في سلال معلقة. وهناك نوع آخر شبيه به، له أزهار حمراء وأوراق عليها خطوط رصاصية. ويفضَّل نقل هذه النباتات إلى أصص جديدة كل موسم ربيع، لأن بقاءها في الأص نفسه أكثر من سنتين يجعلها في حالة غير جيدة.

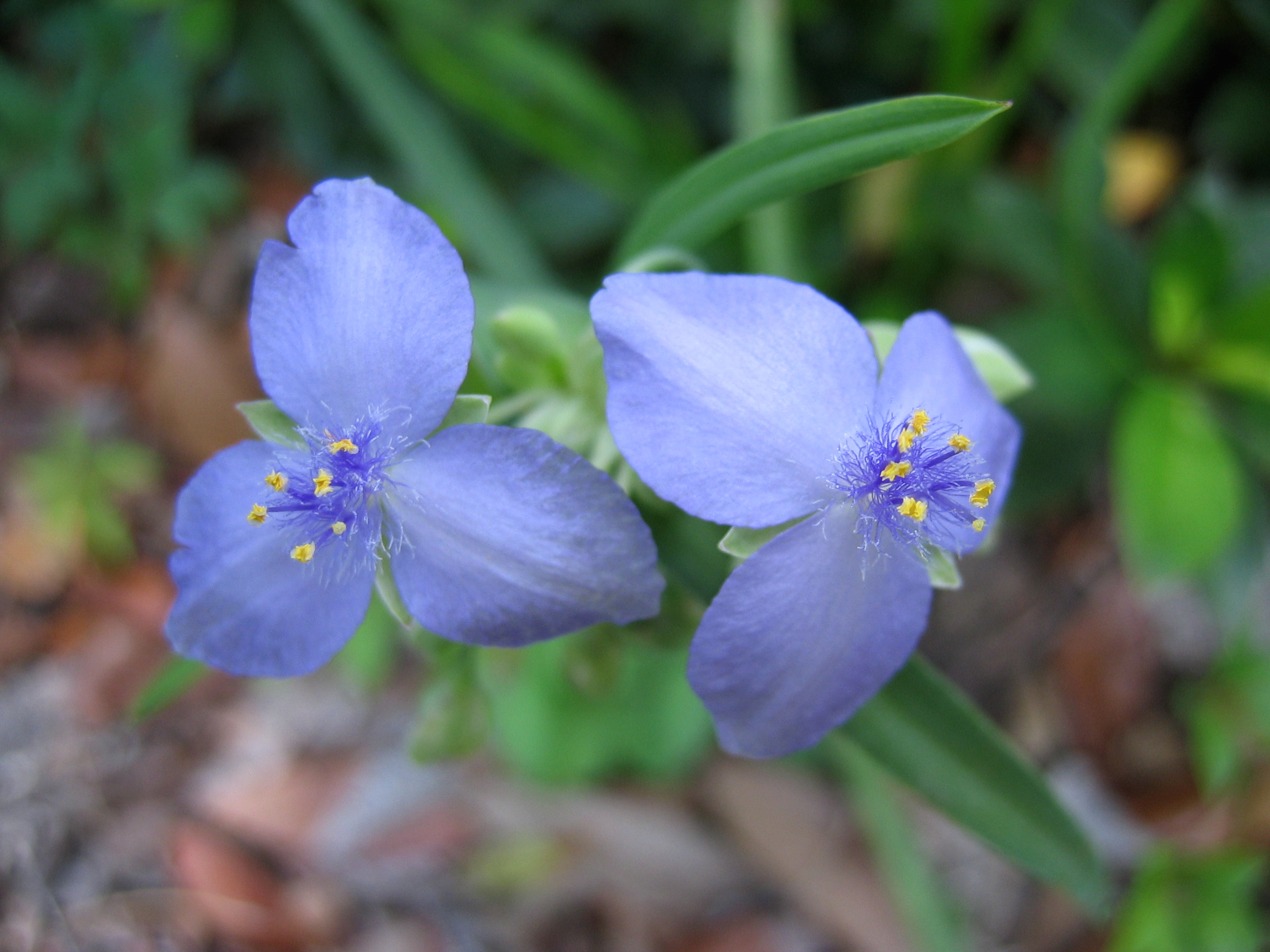
زهرة تراديسكانتيا

## طبيعة النمو
تختلف الأنواع كثيرا من حيث طبيعة النمو. فبعضها نباتات زاحفة وبعضها قائمة.

## الأوراق
بعض الأنواع مستديم الأوراق والبعض الأخر متساقط الأوراق

## الإزهار والثمار
الإزهار نادرا ماتكون فرديو وغالبا في نورات محدودة بها عدد قليل أو كثير من الإزهار التي تخرج وسط 1-3 من القنابات الزورقية الشكل. الزهرة لها عنق قصير أو طويل. الكأس من 3 سبلات مقعرة. التويج 3 بتلات بيضوية مقلوبة أو مستديرة تقريبا. ويلاحظ إن قواعد البتلات غير متحدة ولاتشكل أنبوبا تويجيا. الطلع من 6اسدية كلها خصبة عموما. المتاع ذو قلم واحد والثمرة علبة

## البيئة
يحتاج إلى بعض التظليل للحماية من أشعة الشمس القوية. ويتم إنتاجه في إضاءة شدتها 3500 – 4500قدم/شمعة. ويتحمل انخفاض شدة الإضاءة في الصالونات إلى 100 قدم مشمعة. يتحمل مدى واسعا من درجات الحرارة بشرط إلا تقل درجة الحرارة ليلا عن 13م.

## التربة
تربة عادية تميل إلى الجفاف التكاثر بالعقلة

## الاستعمالات
يزرع في الحديقة في المناطق المدارية والمناطق تحت المدارية الدافئة كمغطيات تربة كما يصلح لتزيين النوافذ. ويصلح للتنسيق الداخلي والصوب وعمل السلاسل المعلقة.

## الآفات
الحشرات القشرية والبق الدقيقي

## الأمراض
تبقع الأوراق ويمكن مكافحته برش النباتات المصابة بأحد المبيدين الفطريين التاليين: برافو، أو مانكوزيب.

## معرض صور

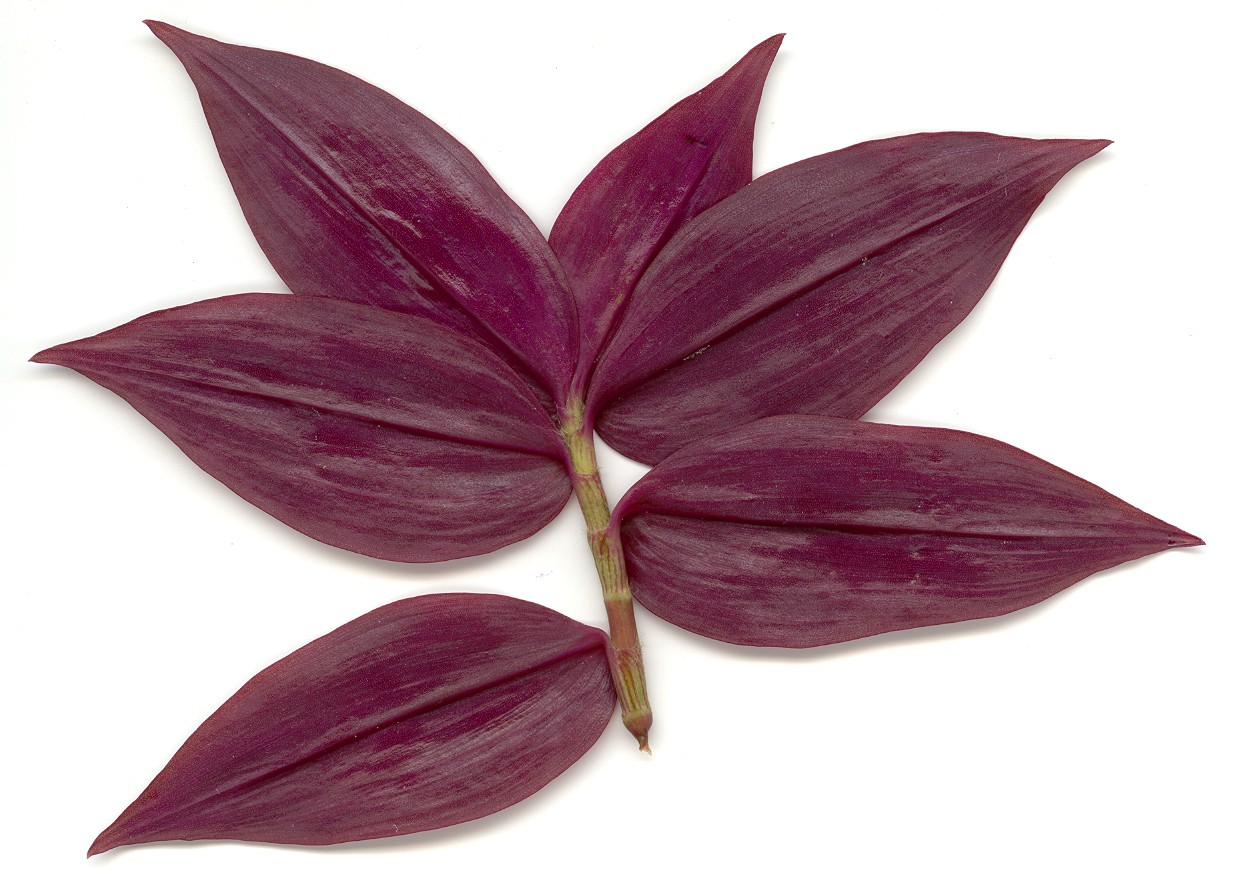
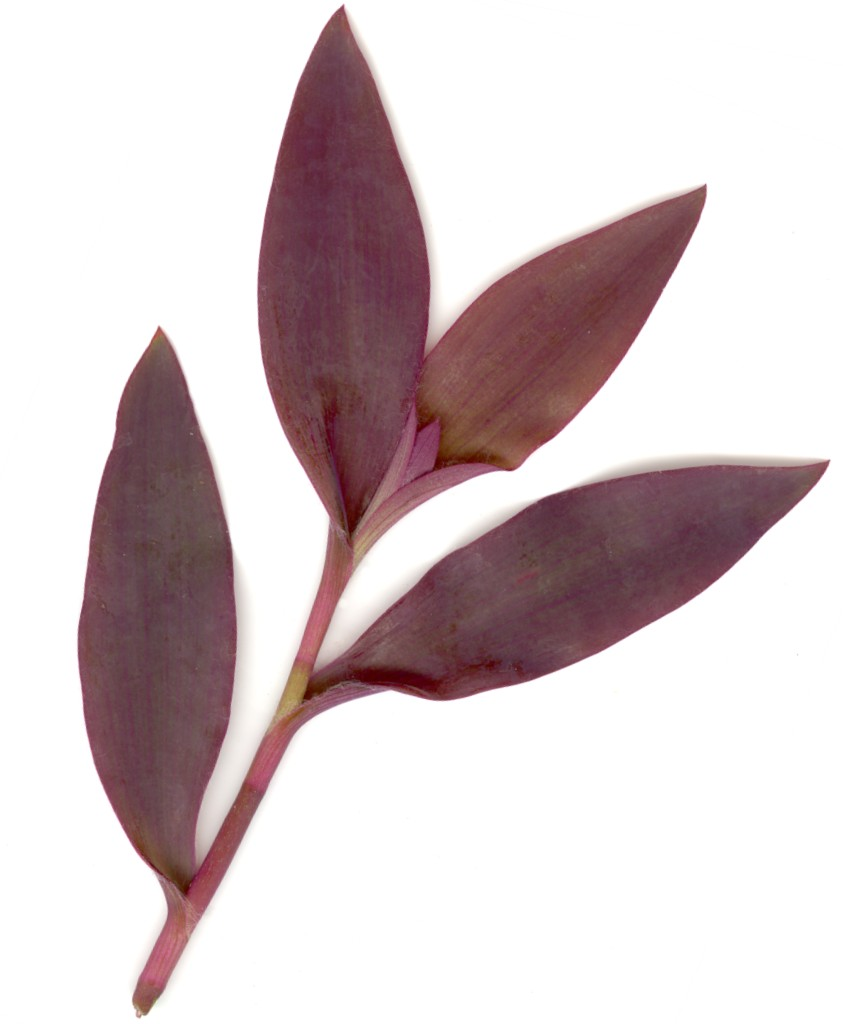
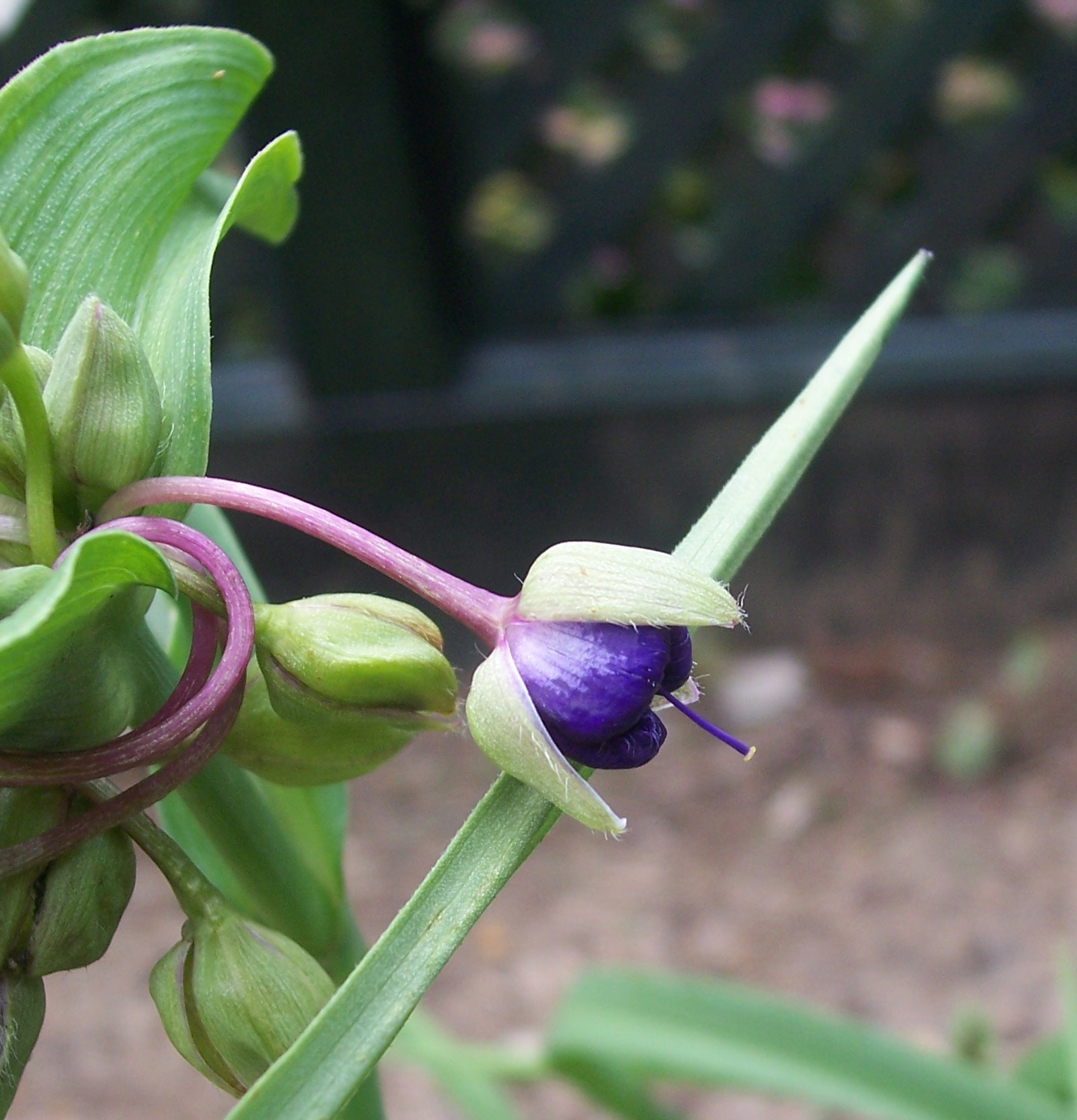
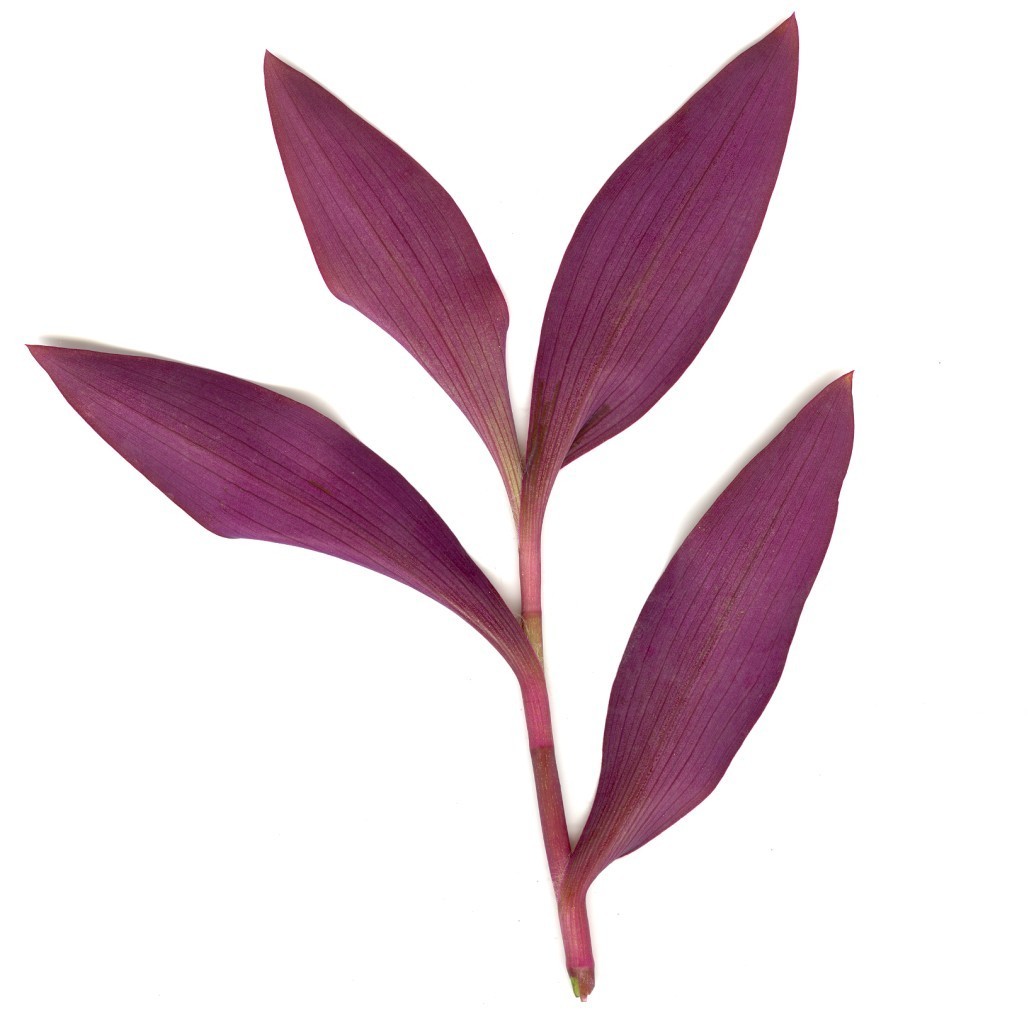
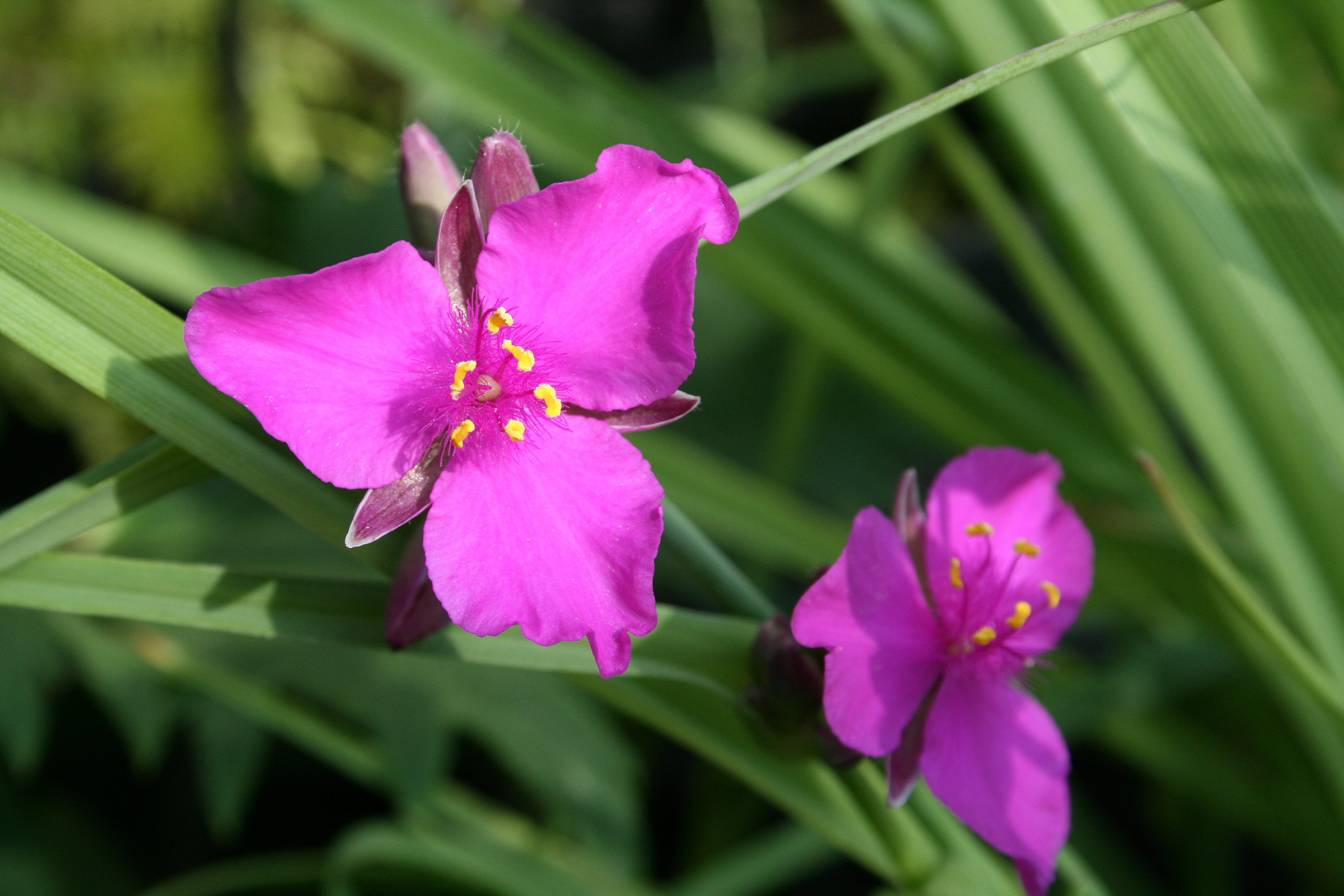
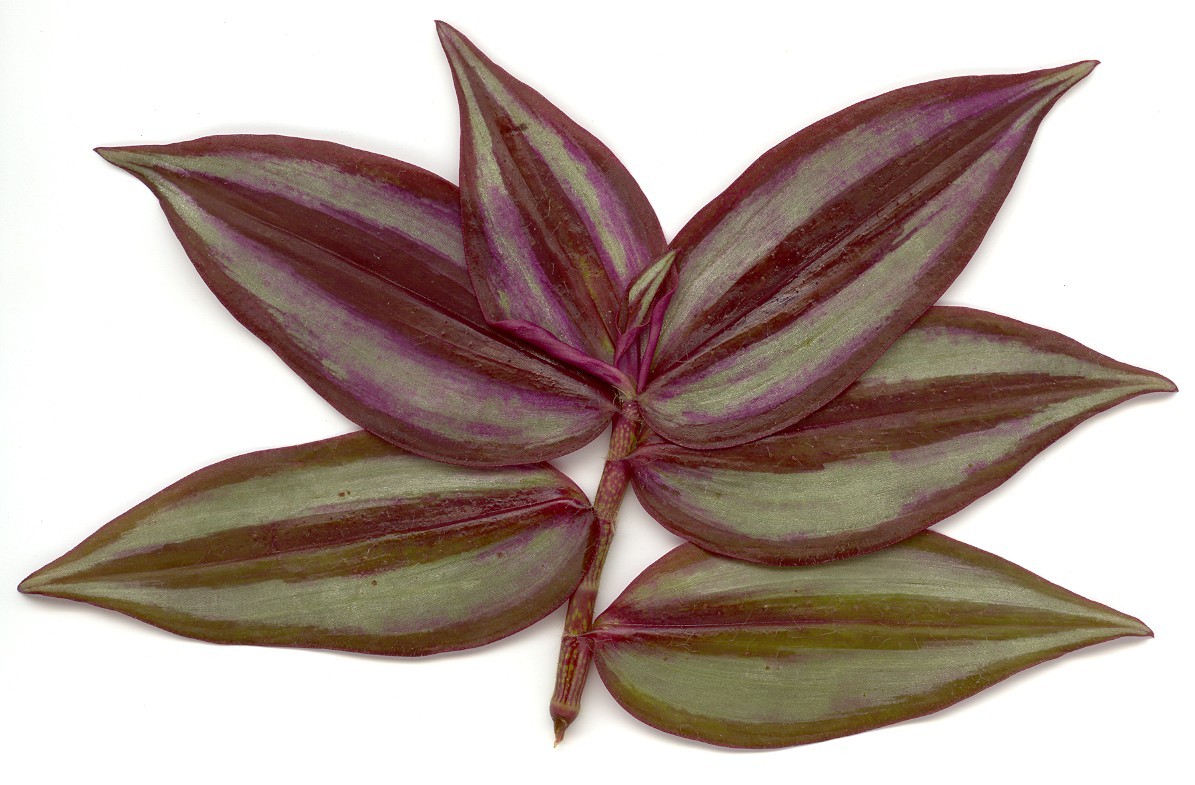

## أهم الأنواع
1. تراديسكانتيا فلومينيسز
2. تراديسكانتيا ألبيفلورا